# Заборонений повітряний простір

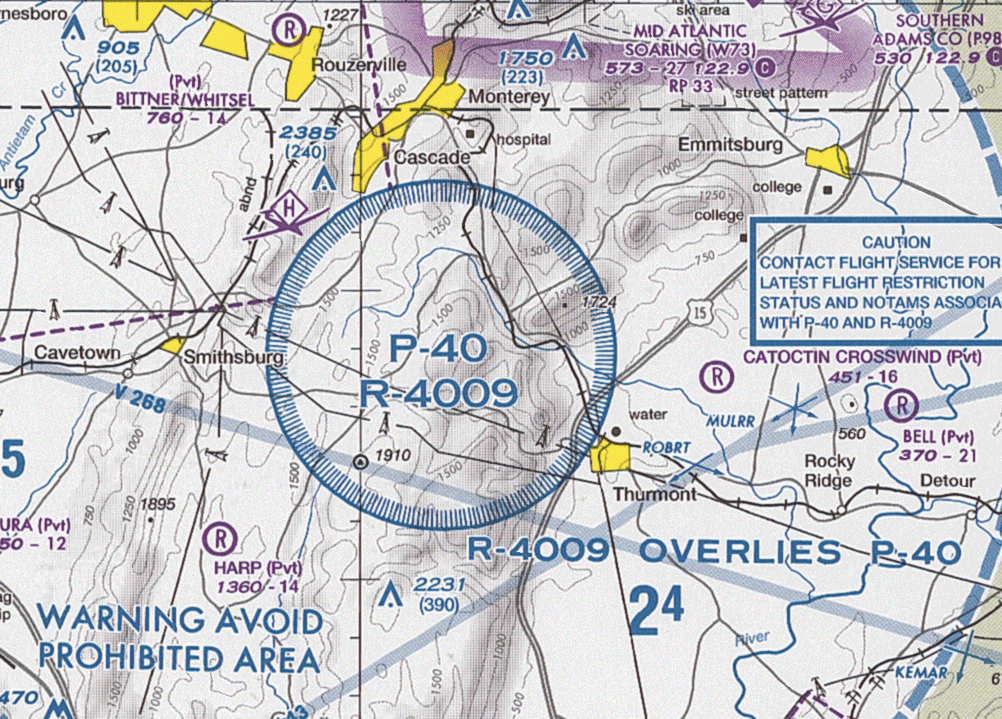
Частина мапи району аеродрому, що показує заборонений / обмежений повітряний простір навколо Кемп-Девіда.

Заборонений повітряний простір — ділянка (обсяг) повітряного простору, в межах якого польоти повітряних суден заборонені, здебільшого, з міркувань безпеки.

## Загальні відомості
Заборонений повітряний простір, в межах якого польоти повітряних суден заборонені, позначається на аеронавігаційних мапах літерою «P», далі йде порядковий номер. Він відрізняється від обмеженого повітряного простору тим, що вхід зазвичай, заборонено будь-коли для усіх літаків і це не вимагає схвалення від служби керування повітряним рухом або органу, що контролює повітряний простір. 

## Заборонені зони в США
За даними Федерального авіаційного управління США (FAA): «Заборонені зони окреслюють повітряний простір певних розмірів, який визначається районом на поверхні землі, в межах котрого заборонені польоти повітряних суден. Такі райони встановлюються задля безпеки або з інших причин, пов'язаних із національним добробутом. Ці зони оприлюднюються у Федеральному реєстрі та позначаються на аеронавігаційних картах». Деякий заборонений повітряний простір, може бути доповнено NOTAM-и. Наприклад, Заборонена зона 40 (P-40) і Зона обмеженого доступу 4009 (R4009), часто мають додатковий обмежений повітряний простір, що додається через NOTAM, коли, наприклад, президент Сполучених Штатів відвідує Кемп-Девід у Меріленді, тоді як зазвичай, повітряний простір за межами P-40 та R4009 не заборонено/обмежено. Порушення забороненого повітряного простору, встановленого заради національної безпеки, може призвести до військового перехоплення та/або можливості нападу на літак, що порушив заборонений простір, або, якщо цього вдасться уникнути, такі порушення часто тягнуть за собою великі штрафи та тюремне ув'язнення. Літаки, котрі порушують або мають намір порушити заборонений повітряний простір, часто заздалегідь попереджаються на частоті 121,5 МГц — аварійній частоті для літаків.

## Закриття повітряного простору України
24 лютого 2022 року, внаслідок російського вторгнення в Україну, згідно повідомлення пресслужби «Украероруху», через високий ризик для авіаційної безпеки, Україна закрила свій повітряний простір для цивільної авіації. «Ґрунтуючись на терміновому повідомленні Головного центру використання повітряного простору цивільної авіації РФ, через високий ризик авіаційної безпеки для цивільної авіації з 00:45 UTC (02:45 за київським часом) ОГВС України – згідно з вимогами Повітряного кодексу України та Положення про використання повітряного простору України, вжила заходів закриття повітряного простору України для цивільних користувачів повітряного простору», – йшлося у повідомленні «Украероруху». Відповідно, надання послуг обслуговування повітряного руху цивільними користувачами повітряного простору України було зупинено.

### Порушення повітряного простору України
25 липня 2023 року, чартерний літак турецької компанії BBN Airlines, який здійснював рейс зі столиці Норвегії Осло до Анталії (Туреччина) випадково залетів у закритий повітряний простір України. Літак відхилився від заданого маршруту після двох годин у повітрі, та пролетів поблизу Закарпатської й Чернівецької області, коли зайшов у повітряний простір України. Після цього літак повернувся в повітряний простір Румунії.